# Fiat Campagnola
Fiat Campagnola — автомобіль підвищеної прохідності, що випускався компанією Fiat з 1951 по 1987 рік. У 1974 році автомобіль був модернізований. З 1975 року масово поставляється в збройні сили Італії як в звичайному, так і в подовженому виконанні, з тентовим або сталевим кузовом.

## Fiat 1101 «Campagnola» (1951—1973)

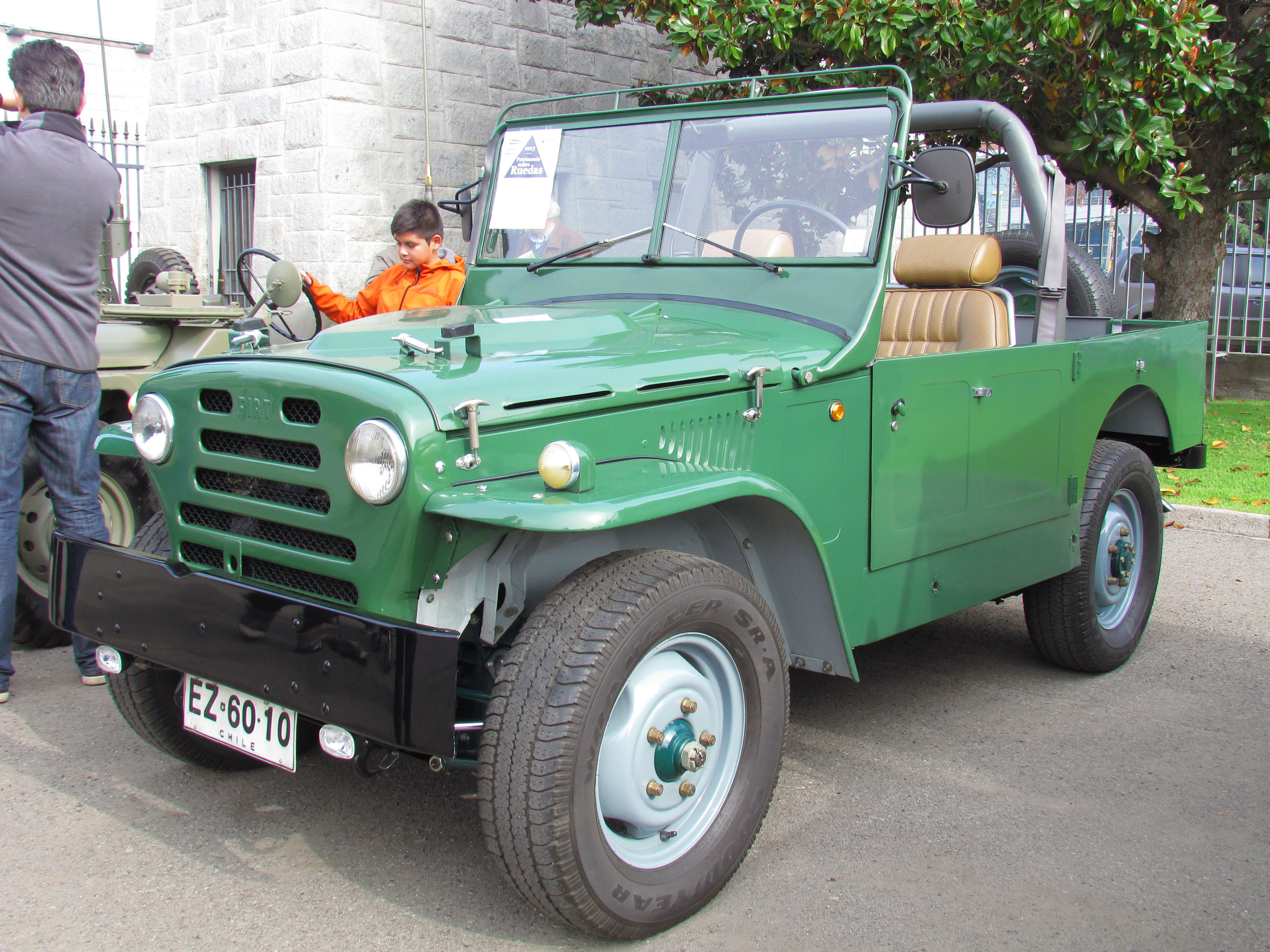
Fiat 1101 Campagnola (1951—1973)

На початку 50-х років Міністерство оборони Італії провело конкурс на поставку вітчизняних позашляховиків, щоб замінити Willys MB успадкованого від союзників. Насправді в протягом деякого часу Fiat під керівництвом інженера Джакози таємно почав вивчати повноприводні автомобілі, натхненні американськими позашляховиками, за пропозицією Міністерства.
У публікації повідомлення сказав Fiat і Alfa Romeo, відповідно, з моделями 1101 (Alpine) і 1900M (Matta). Назва проекту було змінено на Fiat Campagnola, щоб відзначити його громадянське використання, так як слово Alpina нагадав назву однойменного блоку армії і оскільки війна закінчилася лише кілька років тому, і пам'ять все ще була надто сильною, це негативно настроїть громадськість проти проекту.
Позашляховик від Fiat до дати публікації повідомлення вже був на завершальній сдадії розробки і вже встиг накопичили сотні годин випробувань, в той час як Alfa Romeo довелося затрачати ще декілька місяців на розробку дизайну. Конкурс виграв Fiat, хоча під час демонстраційних випробувань, 1900M (по прізвиську Матта за здатність йти в будь-якому місці) виявилася кращою в деяких дисциплінах. На користь Campagnola зіграла значно нижча вартість від прототипу Alfa Romeo.
1101 Campagnola зразу продемонстрував, що це хороший автомобіль, обладнаний міцною сталевою рамою з бічними елементами, на якому був встановлений доведений двигун (типу 105) 1901 см³, отриманий від седанів 1400 та 1900, але ослаблений в цілях підвищення його надійності. З цією метою був також доданий великий масляний радіатор, щоб поліпшити його охолодження на низьких швидкостях. Задня підвіска була класична листові ресори і осі, в той час як передня була складна незалежна підвіски, інноваційна для того часу, але яка, на жаль, виявилася слабким місцем цих автомобілів. Двигун був з'єднаний з 4-ступінчастою коробкою передач. Привід був на задніх колеса з можливістю підключити передні колеса.
В Югославії цей автомобіль почали складати під назвою Zastava AR51/AR55.
Після того було неодноразово модернізовано позашляховик із додаванням нових двигунів. Всього було виготовлено 39 076 автомобілів Fiat Campagnola та 4640 автомобілів Zastava AR51/AR55.

### Двигуни
- 1,901 л Fiat 105 Р4 53-63 к.с.
- 1,901 л diesel Fiat 305 Р4 40-51 к.с.
- 1,895 л diesel Fiat 237 Р4 47 к.с.

## Fiat 1107 «Nuova Campagnola» (1974—1987)

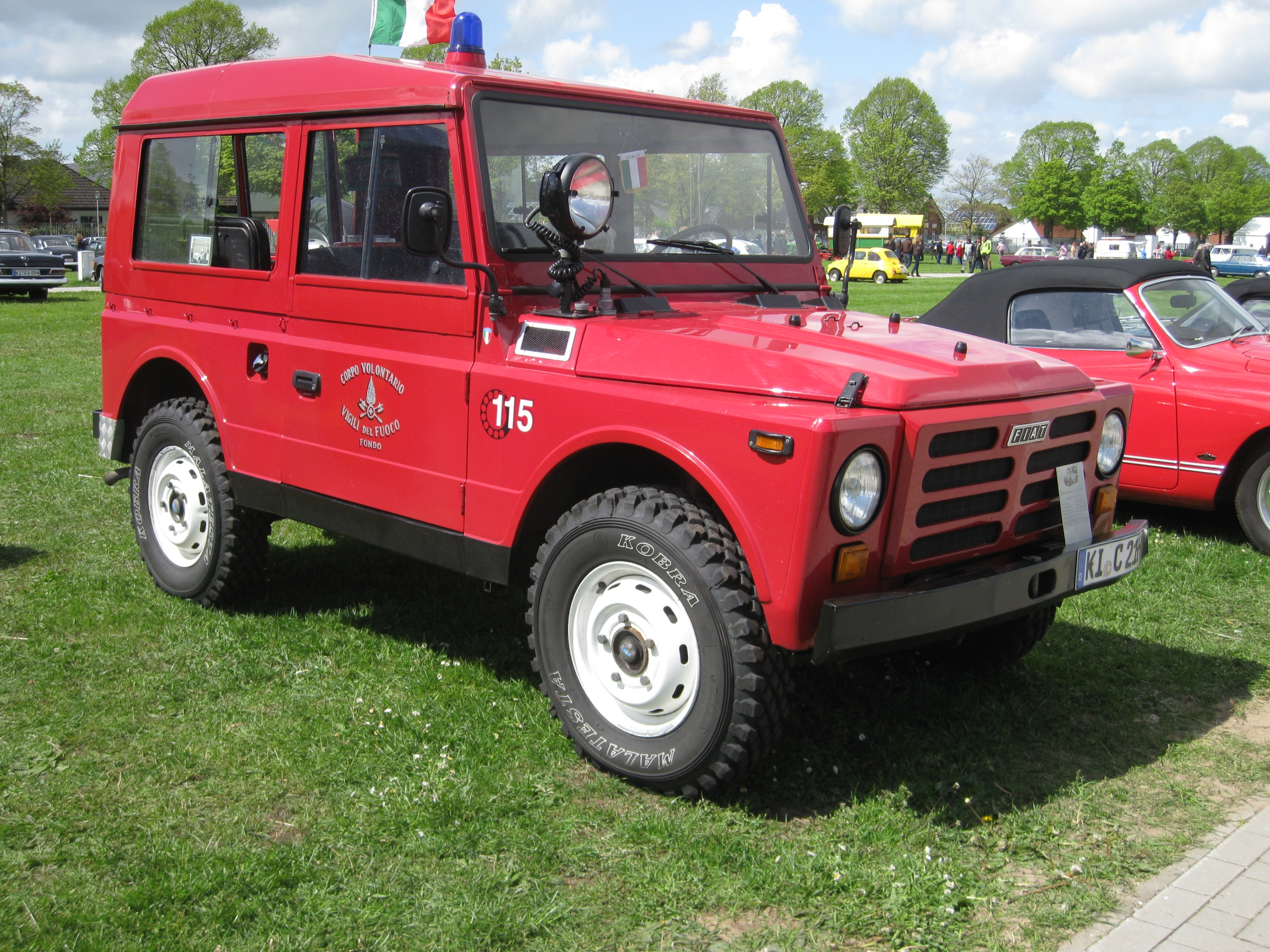
Fiat 1107 Nuova Campagnola

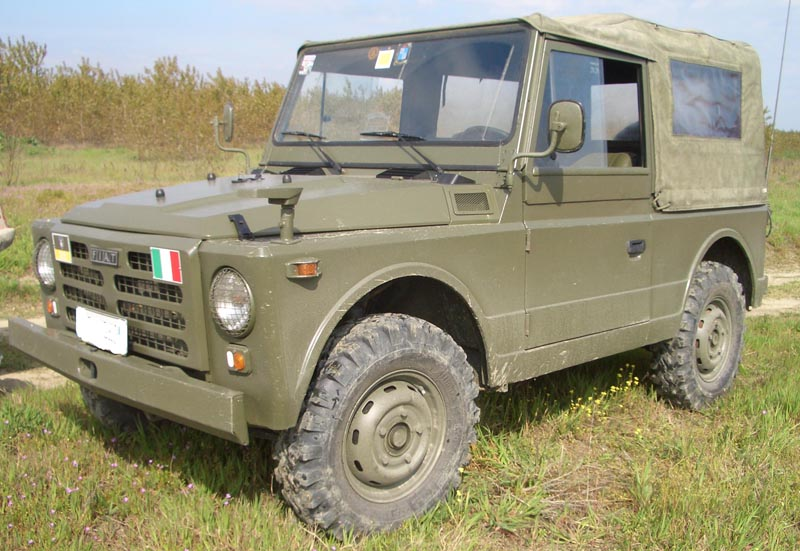
Fiat AR76

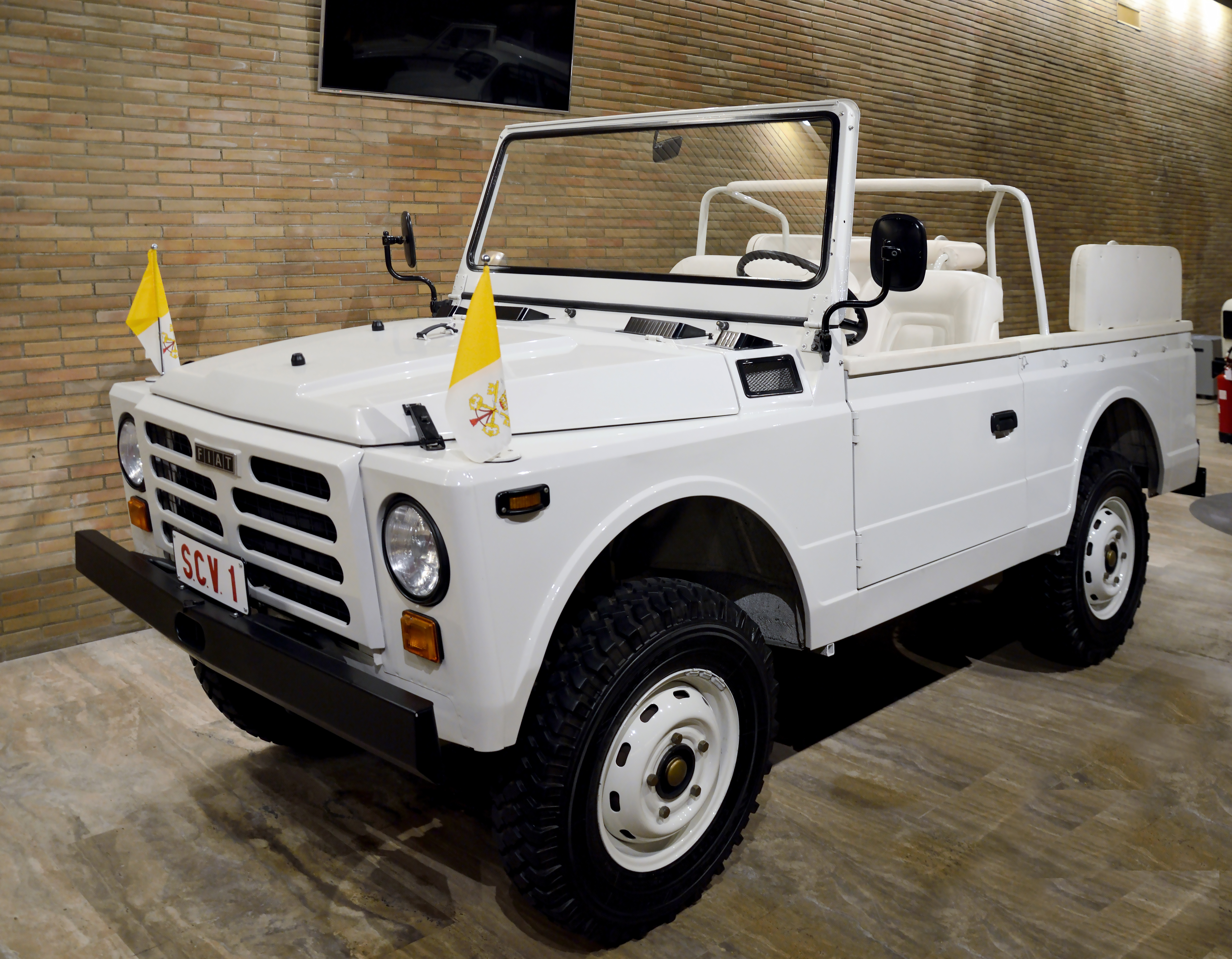
Папа мобіль на базі Fiat 1107 Nuova Campagnola

У червні 1974 року розпочалося виробництво оновленої версії Fiat Campagnola, яка випускалася до 1987 року.
На автомобіль встановлювався бензиновий двигун від Fiat 132, але з великим ходом поршня, так що об'єм збільшився до 1995 см3 (два роки по тому такий же двигун почали встановлювати і на Fiat 132). Головка блоку циліндрів була виконана з легкого сплаву. На відміну від двигуна Fiat 132, замість двох розподільних валів в двигуні встановлювався один, збоку, що приводиться в рух зубчатим ременем. Великий моторний відсік давав хороший доступ до двигуна. Автомобіль міг долати водні перешкоди глибиною до 65 см.
Паливний бак об'ємом 57 літрів був добре захищений від каменів і розташовувався під задніми сидіннями позаду водія.
На всіх чотирьох колесах встановлюються підвіска Макферсон, з одним амортизатором на передніх колесах і з двома — на задніх, причому всі амортизатори були однаковими, що дозволяло легко міняти їх місцями. Дорожні тести у Великій Британії показали велику плавність ходу автомобіля в порівнянні з Land Rover тих років.
Версія для збройних сил була представлена в 1976 році і отримала індекс AR76. У 1979 році після ряду доопрацювань автомобіль отримав індекс AR79.
В березні 1978 року компанія Renault для участі у тендері на поставку легких позашляховиків для французької армії представила Renault TRM 500 (Saviem TRM 500), що є перелицьованою копією Fiat 1107 Nuova Campagnola з бензиновим двигуном Renault Douvrin J5R 2,0 л потужністю 80 к.с. Однак перемогу в тендері здобула компанія Peugeot з моделлю Peugeot P4, яка є дещо зміненою копією Mercedes-Benz G-Класу.
В 1980 році Nuova Campagnola представлений в якості «папамобіля» для папи римського Івана Павла II.

### Двигуни
Бензиновий
- Fiat 6132AZ 2,0 л Р4 80 к.с.

Дизельні
- Fiat 8142.65 2,0 л Р4 60 к.с.
- Fiat 8140.61 2,445 л Р4 72 к.с.